# Risako Kawai
Risako Kawai (em japonês:  川井 梨紗子, Kawai Risako; Tsubata, 21 de novembro de 1994) é uma lutadora de estilo-livre japonesa.

## Carreira
Kawai competiu na Rio 2016, na qual conquistou a medalha de ouro na categoria até 63 kg. Foi campeã na até 57 quilogramas em Tóquio 2020 a derrotar Iryna Kurachkina por 5–0 na final.